# Тоффоло, Лино
Лино Тоффоло (итал. Lino Toffolo; 30 декабря 1934, Венеция — 17 мая 2016, Венеция) — итальянский актёр театра и кино, кантауторе.

## Биография
С детства занимался музыкой, выступал в школьных спектаклях. В 1960-1965 года — актер театральной компании «Delfini di Venezia». Работал на радио «Venezia della RAI».
В 1963 году Лино Тоффоло дебютировал как комик в знаменитом кабаре «Derby Club» в Милане. Стал известен и как исполнитель песен (кантауторе), записал ряд синглов и музыкальных альбомов, которые успешно продавались. В 1966 году гастролировал в Канаде.
Популярность Тоффоло как актера кабаре не снижалась в течение 40 лет.
Его кинодебютом стала небольшая роль в фильме режиссера Федерико Феллини «Маменькины сынки» (1953).
Лучшие роли сыграл в фильмах режиссеров Марио Моничелли (Паниготто, «Бранкалеоне в крестовых походах», 1970), Адриано Челентано (Нани, «Юппи-Ду», 1975), Дино Ризи (Джондрано, «Белый телефон», 1976), в комедиях Сальваторе Сампьери.
С успехом играл на сцене драматических театров.
Ушел из жизни 17 мая 2016 года.